# Nagroda Pokojowa Księgarzy Niemieckich

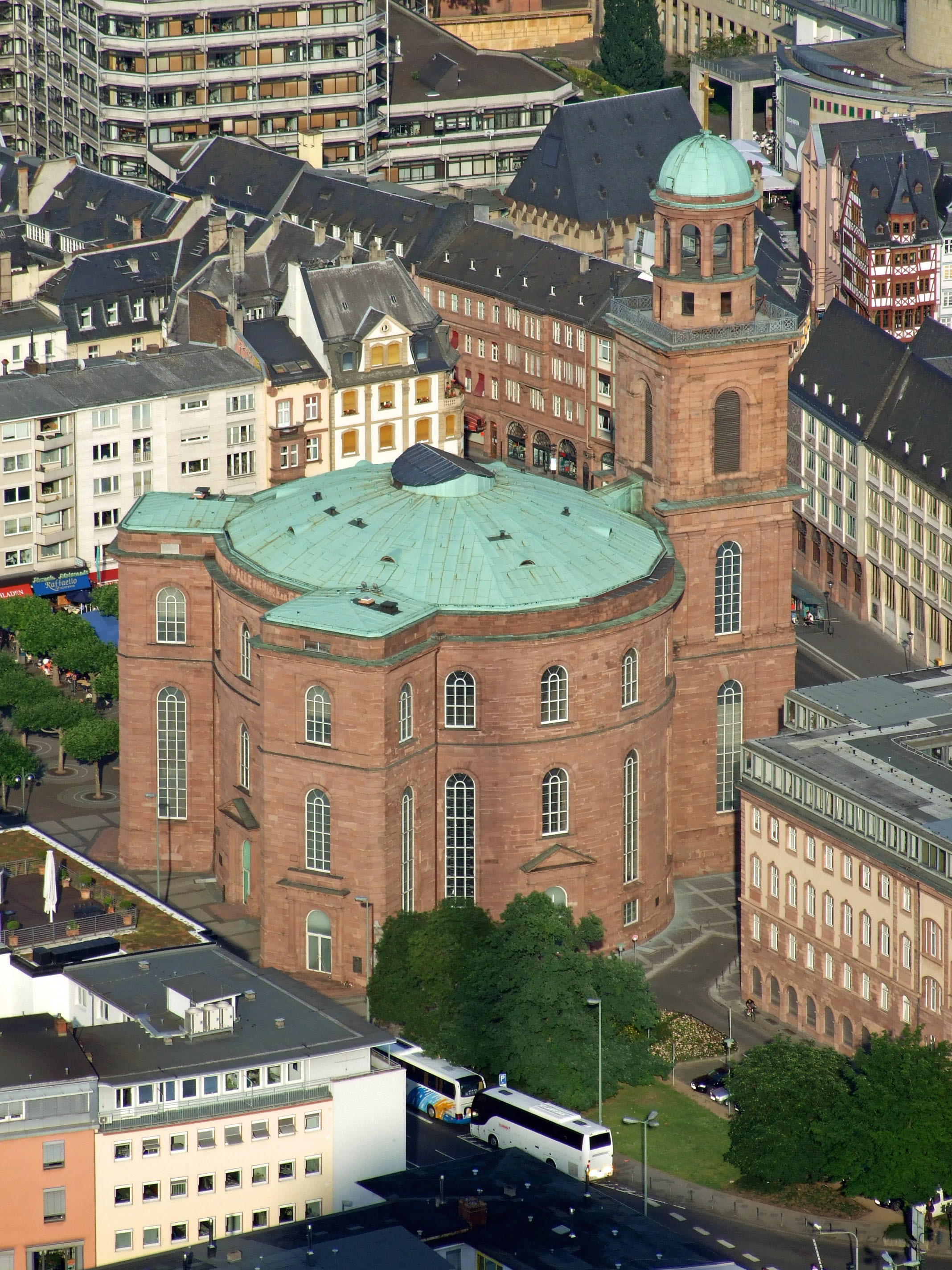
Kościół Świętego Pawła we Frankfurcie nad Menem – Paulskirche

Nagroda Pokojowa Księgarzy Niemieckich (niem. Friedenspreis des Deutschen Buchhandels) – odznaczenie przyznawane corocznie z okazji Targów Książki we Frankfurcie nad Menem (w kościele św. Pawła) osobistościom, „które poprzez literacką, naukową bądź artystyczną działalność w znaczącym stopniu zasłużyły się dla urzeczywistnienia myśli pokojowej.”
Nagroda jest przyznawana przez Börsenverein des Deutschen Buchhandels i dotowana obecnie kwotą 25 000 euro. Odznaczenie w ramach Targów Książki we Frankfurcie nad Menem, największych targów książki na świecie, jest powiązana ze znaczną rozpoznawalnością.
Początki nagrody sięgają inicjatywy kilku pisarzy i wydawców z 1949 roku. W tym samym roku została ona przyznana jako „Nagroda Pokojowa Wydawców Niemieckich”. W 1950 r. dzięki Börsenverein des Deutschen Buchhandels stała się ona nagrodą ogółu księgarzy.

## Nagrodzeni[1]

### 2020-2029
| Rok  | Laureat            | Laudator          |
| ---- | ------------------ | ----------------- |
| 2024 | Anne Applebaum     |                   |
| 2023 | Salman Rushdie     | Daniel Kehlmann   |
| 2022 | Serhij Żadan       | Marianna Salzmann |
| 2021 | Tsitsi Dangarembga | Auma Obama        |
| 2020 | Amartya Sen        | Burghart Klaußner |

### 2010–2019
| Rok  | Laureat                     | Laudator                |
| ---- | --------------------------- | ----------------------- |
| 2019 | Sebastião Salgado           | Wim Wenders             |
| 2018 | Aleida Assmann, Jan Assmann | Hans Ulrich Gumbrecht   |
| 2017 | Margaret Atwood             | Eva Menasse             |
| 2016 | Carolin Emcke               | Seyla Benhabib          |
| 2015 | Navid Kermani               | Norbert Miller          |
| 2014 | Jaron Lanier                | Martin Schulz           |
| 2013 | Swiatłana Aleksijewicz      | Karl Schlögel           |
| 2012 | Liao Yiwu                   | Felicitas von Lovenberg |
| 2011 | Boualem Sansal              | Peter von Matt          |
| 2010 | Dawid Grossman              | Joachim Gauck           |

### 2000–2009
| Rok  | Laureat          | Laudator             |
| ---- | ---------------- | -------------------- |
| 2000 | Assia Djebar     | Barbara Frischmuth   |
| 2001 | Jürgen Habermas  | Jan Philipp Reemtsma |
| 2002 | Chinua Achebe    | Theodor Berchem      |
| 2003 | Susan Sontag     | Ivan Nagel           |
| 2004 | Péter Esterházy  | Michael Naumann      |
| 2005 | Orhan Pamuk      | Joachim Sartorius    |
| 2006 | Wolf Lepenies    | Andrei Pleșu         |
| 2007 | Saul Friedländer | Wolfgang Frühwald    |
| 2008 | Anselm Kiefer    | Werner Spies         |
| 2009 | Claudio Magris   | Karl Schlögel        |

### 1990–1999
| Rok  | Laureat               | Laudator               |
| ---- | --------------------- | ---------------------- |
| 1999 | Fritz Stern           | Bronisław Geremek      |
| 1998 | Martin Walser         | Frank Schirrmacher     |
| 1997 | Yaşar Kemal           | Günter Grass           |
| 1996 | Mario Vargas Llosa    | Jorge Semprún          |
| 1995 | Annemarie Schimmel    | Roman Herzog           |
| 1994 | Jorge Semprún         | Wolf Lepenies          |
| 1993 | Friedrich Schorlemmer | Richard von Weizsäcker |
| 1992 | Amos Oz               | Siegfried Lenz         |
| 1991 | György Konrád         | Jorge Semprún          |
| 1990 | Karl Dedecius         | Heinrich Olschowsky    |

### 1980–1989
| Rok  | Laureat                                               | Laudator                      |
| ---- | ----------------------------------------------------- | ----------------------------- |
| 1989 | Václav Havel                                          | André Glucksmann              |
| 1988 | Siegfried Lenz                                        | Yohanan Meroz                 |
| 1987 | Hans Jonas                                            | Robert Spaemann               |
| 1986 | Władysław Bartoszewski                                | Hans Maier                    |
| 1985 | Teddy Kollek                                          | Manfred Rommel                |
| 1984 | Octavio Paz                                           | Richard von Weizsäcker        |
| 1983 | Manès Sperber (zachorował, przeczytał Alfred Grosser) | Siegfried Lenz                |
| 1982 | George F. Kennan                                      | Carl Friedrich von Weizsäcker |
| 1981 | Lew Kopielew                                          | Marion hrabina Dönhoff        |
| 1980 | Ernesto Cardenal                                      | Johann Baptist Metz           |

### 1970–1979
| Rok  | Laureat                            | Laudator                                      |
| ---- | ---------------------------------- | --------------------------------------------- |
| 1979 | Yehudi Menuhin                     | Pierre Bertaux                                |
| 1978 | Astrid Lindgren                    | Hans-Christian Kirsch oraz Gerold Ummo Becker |
| 1977 | Leszek Kołakowski                  | Gesine Schwan                                 |
| 1976 | Max Frisch                         | Hartmut von Hentig                            |
| 1975 | Alfred Grosser                     | Paul Frank                                    |
| 1974 | Brat Roger                         | bez laudacji                                  |
| 1973 | Klub Rzymski                       | Nello Celio                                   |
| 1972 | Janusz Korczak (pośmiertnie)       | Hartmut von Hentig                            |
| 1971 | Marion Dönhoff                     | Alfred Grosser                                |
| 1970 | Alva oraz Gunnar Myrdal (wspólnie) | Karl Kaiser                                   |

### 1960–1969
| Rok  | Laureat                                  | Laudator        |
| ---- | ---------------------------------------- | --------------- |
| 1969 | Alexander Mitscherlich                   | Heinz Kohut     |
| 1968 | Léopold Sédar Senghor                    | François Bondy  |
| 1967 | Ernst Bloch                              | Werner Maihofer |
| 1966 | Augustin Bea oraz Willem Visser ’t Hooft | Paul Mikat      |
| 1965 | Nelly Sachs                              | Werner Weber    |
| 1964 | Gabriel Marcel                           | Carlo Schmid    |
| 1963 | C.F. von Weizsäcker                      | Georg Picht     |
| 1962 | Paul Tillich                             | Otto Dibelius   |
| 1961 | Sarvepalli Radhakrishnan                 | Ernst Benz      |
| 1960 | Victor Gollancz                          | Heinrich Lübke  |

### 1950–1959
| Rok  | Laureat               | Laudator              |
| ---- | --------------------- | --------------------- |
| 1959 | Theodor Heuss         | Benno Reifenberg      |
| 1958 | Karl Jaspers          | Hannah Arendt         |
| 1957 | Thornton Wilder       | Carl Jakob Burckhardt |
| 1956 | Reinhold Schneider    | Werner Bergengruen    |
| 1955 | Hermann Hesse         | Richard Benz          |
| 1954 | Carl Jakob Burckhardt | Theodor Heuss         |
| 1953 | Martin Buber          | Albrecht Goes         |
| 1952 | Romano Guardini       | Ernst Reuter          |
| 1951 | Albert Schweitzer     | Theodor Heuss         |
| 1950 | Max Tau               | Adolf Grimme          |